# MV Sirius Star
El Manifa (antes MV Sirius Star) es un petrolero entonces propiedad de Vela International Marine. Tiene una eslora de 332 metros y capacidad para 2 millones de barriles de petróleo (320.000 m3), por lo que es considerado como VLCC (siglas en inglés de Very Large Crude Carrier, o petrolero de gran tamaño). La empresa Vela tiene su sede en los Emiratos Árabes Unidos y es una filial de la petrolera Saudi Aramco. El Sirius Star era uno de los 24 petroleros de la empresa Vela, de los cuales 19 son también del tipo VLCC. Desde su botadura, el Sirius Star navegaba con bandera liberiana y tenía a Monrovia como puerto de matrícula. El buque cambió de nombre a Manifa (منيفة en árabe) en 2014.
El Sirius Star fue construido en Corea del Sur por los astilleros Daewoo Shipbuilding & Marine Engineering. Fue iniciado en octubre de 2007 y botado en marzo del 2008, teniendo como madrina a Huda M. Ghoson, directora de recursos humanos de Aramco. Fue la primera mujer que presidía una ceremonia de botadura de uno de los barcos de Vela.
El petrolero se convirtió en noticia internacional tras su captura a manos de piratas somalíes el 15 de noviembre de 2008, con el objetivo de conseguir un rescate, convirtiéndose en el mayor buque apresado hasta la fecha. El barco cubría una ruta habitual entre Arabia Saudí y los Estados Unidos bordeando el cabo de Buena Esperanza. En el momento del abordaje, se encontraba 450 millas náuticas (830 km) al sureste de Kenia con 25 hombres a bordo y cargado de petróleo. El 9 de enero de 2009 el petrolero fue liberado por los piratas después de que se efectuase el pago del rescate, estimado en 3 millones de dólares.